# Кузьмін Григорій Іванович
Григорій Іванович Кузьмін (2 січня 1895, с. Лігово, Санкт-Петербурзька губернія, Російська імперія— 28 травня 1942, Харківська область, СРСР) — радянський військовий діяч, генерал-майор танкових військ (9 листопада 1941 року).

## Початкова біографія
Григорій Іванович Кузьмін народився 2 січня 1895 року в селі Лігово (нині — частина Красносельського району Санкт-Петербурга).

## Військова служба

### Перша світова і громадянська війни
У травні 1915 року був призваний до лав Російської імператорської армії і направлений в Семенівський полк. У жовтні того ж року був направлений у самокатний батальйон, що дислокувався на станції Ланська, в якому в березні 1916 року закінчив навчальну команду, після чого був підвищений до єфрейтора і направлений на Румунський фронт.
У чині старшого унтер-офіцера брав участь у бойових діях проти австрійських військ у складі 21-ї самокатної роти (3-й кавалерійський корпус) в районах Фокшани, Телуч, Тернопіль, Красилів.
У вересні 1918 року Г. І. Кузьмін був призваний до лав РСЧА і призначений на посаду командира взводу 2-го Червоного резервного полку, дислокованого в Петрограді. У жовтні того ж року був направлений на Петроградські інструкторсько-інспекторські курси всевобуча, після закінченні яких у березні 1919 року був призначений на посаду помічника командира роти 46-го стрілецького полку 6-ї стрілецької дивізії, яка в складі 7-ї армії Петроградського фронту брала участь в бойових дій проти військ під командуванням генерала М. М. Юденича.
У травні 1919 року Г. І. Кузьмін був призначений на посаду командира роти 52-го стрілецького полку Північного фронту. 8 вересня потрапив у полон до англійських військ, після чого утримувався у таборі на станції Медвежа Гора, але вже 14 жовтня втік з полону і до 16 жовтня вийшов у розташування 40-го стрілецького полку, після чого був направлений в розпорядження 15-го стрілецького полку, де був призначений на посаду командира роти. Після цього брав участь у бойових діях під Петроградом, а також у польсько-радянській війні. За успіхиі в боях був нагороджений орденом Червоного Прапора (1922), а також золотими годинниками від Петроградської ради.

### Міжвоєнний час
Після війни Г. І. Кузьмін продовжив командувати ротою у складі 15-го стрілецького полку (Московський військовий округ), а в січні 1922 року був призначений на посаду командира роти в 5-му стрілецькому полку (Західний військовий округ).
У серпні 1922 року був направлений на навчання в 2-у військову школу фізкультури, після закінченні якої в січні 1923 року був звільнений у запас за станом здоров'я, проте вже в травні 1924 року був призваний до лав РСЧА та направлений в 251-й стрілецький полк (84-а стрілецька дивізія), де служив на посадах командира взводу, роти, начальника полкової школи.
У 1931 році Г. І. Кузьмін закінчив Стрілецько-тактичні курси «Постріл», після чого був призначений на посаду командира батальйону цих курсів, а в травні 1932 року — на посаду начальника штабу механізованого загону курсів удосконалення командного складу мотомеханізованих військ РСЧА, одночасно в тому ж році закінчив ці курси.
У грудні 1933 року був призначений на посаду начальника штабу навчального механізованого полку при Військовій академії механізації і моторизації РСЧА, а з лютого 1937 року служив у 10-й механізованій бригаді (Білоруський військовий округ) на посадах начальника штабу бригади, помічника командира бригади по стройовій частині і тимчасово виконуючого обов'язки  командира бригади.
З грудня 1939 року виконував обов'язки помічника командира 43-ї автотранспортної бригади (Білоруський військовий округ), у жовтні 1940 року був призначений на посаду заступника командира, а в березні 1941 — на посаду командира 11-ї танкової дивізії (2-й механізований корпус, Одеський військовий округ).

### Німецько-радянська війна
З початком війни дивізія під командуванням Г. І. Кузьміна у складі 9-ї армії Південного фронту вела оборонні бої на могильов-волинському та уманському напрямках. На початку серпня 1941 року рештки дивізії разом з командиром брали участь в битві під Уманню. Їм вдалося вирватися із оточення і в цьому ж місяці у зв'язку з великими втратами і браком матеріальної частини і підготовлених кадрів дивізія була перетворена в 132-у танкову бригаду, яка в складі 38-ї армії брала участь в оборонних боях, а потім у складі 37-ї армії — в ході Ростовської і Барвінково-Лозівської наступальних операцій. За успіхи в боях в січні 1942 року 132-а танкова бригада була перетворена в 4-у гвардійську.
У квітні 1942 року генерал-майор танкових військ Григорій Іванович Кузьмін був призначений на посаду командира 21-го танкового корпусу (Південно-Західний фронт), який брав участь у ході наступу під Харковом.
Генерал-майор Григорій Іванович Кузьмін застрелився 28 травня 1942 року, щоб уникнути полону в оточенні в районі с. Лозовеньки Харківського району.

## Нагороди
- Два ордени Червоного Прапора;
- Ювілейна медаль «XX років Робітничо-Селянської Червоної Армії».